# HLE 24
De locomotief HLE 24 was een prototype elektrische locomotief van de NMBS. De reeks ontstond in 1959 door de ombouw van de locomotief 123.083. 
Ook werden met deze locomotief snelheidsproeven gehouden. In 1968 werd de locomotief aan een zijde voorzien van een gestroomlijnde neus. In 1969 werd bij testritten tussen Landegem en Aalter een snelheid van 206 km/u bereikt.
In 1971 werd de locomotief vernummerd in 2401.
In 1973 werd de locomotief weer terugverbouwd, gelijk aan de HLE 23 met het nummer 2383.
Loc 2383 was later jarenlang de vaste opdruklocomotief op de helling tussen Luik-Guillemins en Ans en was daarvoor aan één kant uitgerust met verbrede buffers.